# Топиловка
Топи́ловка (укр. Топилівка) — село в Чигиринском районе Черкасской области Украины.
Занимает площадь 2,28 км². Почтовый индекс — 20920. Телефонный код — 4730.

## Население
Население по переписи 2001 года составляло 1113 человек.

### Языковой состав
Родной язык населения по данным переписи 2001 года:
| Язык       | Численность, чел. | Доля     |
| ---------- | ----------------- | -------- |
| Украинский | 1 095             | 98,38 %  |
| Русский    | 13                | 1,17 %   |
| Другое     | 5                 | 0,45 %   |
| Итого      | 1 113             | 100,00 % |

## Местный совет
20920, Черкасская область, Чигиринский район, с. Топиловка.